# شیپ رنچ (کالیفرنیا)
شیپ رنچ (به انگلیسی: Sheep Ranch) یک منطقهٔ مسکونی در ایالات متحده آمریکا است که در شهرستان کالاوراس، کالیفرنیا واقع شده‌است. شیپ رنچ ۷۱۹ متر بالاتر از سطح دریا واقع شده‌است.